# Constantin Nacu
Constantin Nacu (n. 29 iunie 1844, București – d. 20 februarie 1920, București) a fost ministru de finanțe al României între anii 1885-1888 și membru fondator al Partidului Național Liberal (la 24 mai 1875).
```
  
1844
, 
București
 – d. 
20 februarie
 
1920
,
```